# Zdeněk Haselberger
Zdeněk Haselberger (Nové Město na Moravě, 19 mei 1989) is een Tsjechisch schaatser.
Hij schaatst net als Milan Sáblík en Pavel Kulma bij Petr Nováks NOVIS Team. Zijn debuut maakte hij bij het juniorenkampioenschap in 2006. Anno november 2009 staat hij op de 465e positie in de Adelskalender. Zijn zus Lucie Haselbergová schaatste ook en eindigde op 3 maart 2002 als 48e op het WK Junioren in Collalbo.
Op 18 november 2007 reed Haselberger samen met Sáblík en Kulma een wereldrecord voor junioren op de ploegenachtervolging in Calgary: 3.55,26. In december 2012 werd Haselberger op het eerste WK voor studenten derde op de 5000 meter.

## Records

### Persoonlijke records
| Afstand      | Tijd     | Datum            | Baan           |
| ------------ | -------- | ---------------- | -------------- |
| 500 meter    | 38,23    | 6 november 2011  | Calgary        |
| 1000 meter   | 1.20,05  | 19 november 2005 | Salt Lake City |
| 1500 meter   | 1.51,21  | 5 november 2011  | Berlijn        |
| 3000 meter   | 3.56,80  | 5 oktober 2013   | Inzell         |
| 5000 meter   | 6.41,87  | 24 november 2012 | Kolomna        |
| 10.000 meter | 14.09,28 | 28 oktober 2007  | Calgary        |

### Wereldrecords
| Nr.  | Afstand                  | Tijd     | Datum            | Baan    |
| ---- | ------------------------ | -------- | ---------------- | ------- |
| jr1. | Achtervolging (junioren) | *3.55,26 | 18 november 2007 | Calgary |

* samen met Pavel Kulma en Milan Sáblík

## Resultaten
| Jaar | TK Allround | EK Allround | WK Afstanden | Wereldbeker | WK Junioren                  |
| ---- | ----------- | ----------- | ------------ | ----------- | ---------------------------- |
| 2006 | -           | -           | -            | -           | 49e 12e ploegenachtervolging |
| 2007 | -           | -           | -            | -           | 42e 11e ploegenachtervolging |
| 2008 | Goud        | -           | -            | -           | 24e 7e ploegenachtervolging  |
| 2013 |             | NC25        |              |             |                              |
| 2014 |             | NC30        |              |             |                              |